# Antoni Muntadas

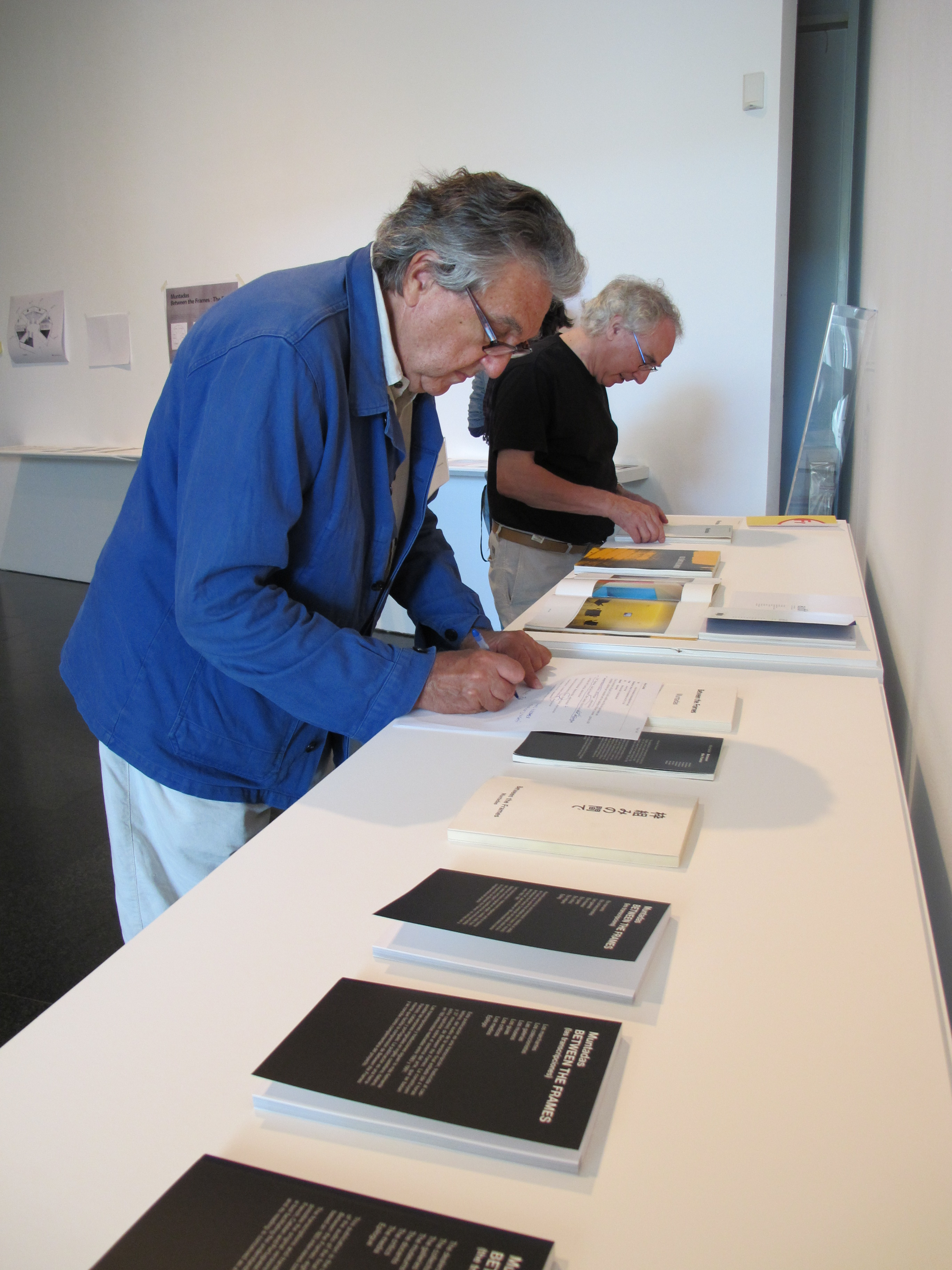
2011

Antoni Muntadas (Barcelona, 1942) es un artista internacional multimedia, residente en Nueva York desde 1971. 

## Biografía
Desde una perspectiva crítica, su obra aborda temas sociales, políticos y de comunicación de todo el mundo, como la relación entre el espacio público y privado dentro de determinados marcos sociales o los canales de información y la forma en que son utilizados para censurar o promulgar ideas. De esta forma, los términos ‘media landscape’ (o ‘paisaje mediático’, que alude a la constante expansión de los medios masivos, la publicidad y el material audiovisual en el espacio público) y ‘critical subjectivity’ (o ‘subjetividad crítica’, para referirse a los modos críticos de percepción, pensamiento y configuración del sujeto), que el propio Muntadas ha planteado y acunado, son clave para entender su propuesta artística. 
Sus proyectos, presentados en distintos medios -fotografía, vídeo, publicaciones, Internet, instalaciones e intervenciones en espacios urbanos-, se han exhibido en el MoMA de Nueva York, el Berkeley Art Museum de California, el Musée Contemporain de Montreal, el Museo Nacional Centro de Arte Reina Sofía de Madrid, el Museo de Arte Moderno de Buenos Aires, el Museu de Arte Moderno de Río de Janeiro, el Musée Jeu de Paume de París y el Museu d’Art Contemporani de Barcelona,en el Centro Cultural de España en Montevideo, entre otros. Además, han participado de certámenes internacionales: en las ediciones VI y X de la Documenta de Kassel (1977, 1997), en la Whitney Biennial of American Art (1991) y en la 51 Bienal de Venecia (1976, 2005), así como en las de São Paulo, Lyon Taipéi, Gwangju, Estambul y La Habana. 
Dentro del ámbito académico, Muntadas ha impartido y dirigido seminarios en diversas instituciones de Europa y Estados Unidos, incluyendo la Escuela Nacional de Bellas Artes de París, las Escuelas de Bellas Artes de Burdeos y Grenoble, la Universidad de California en San Diego, el Instituto de Arte de San Francisco, la Cooper Union de Nueva York, la Academia Central de Bellas Artes de Beijing (CAFA), la Universidad de Arte de Tokio, la Universidad de São Paulo y la Universidad de Buenos Aires. Asimismo, ha sido artista residente y profesor de varios centros de investigación y educación, incluyendo el Visual Studies Workshop de Rochester, el Banff Centre de Alberta, Arteleku en San Sebastián, el Studio National des Arts Contemporains Le Fresnoy y la Universidad de Western Sydney. De especial importancia, es la relación que mantuvo con el MIT -Massachusetts Institute of Technology- por más de 35 años (1977-2014), donde ejerció como investigador (research fellow), profesor invitado (lecturer) y profesor (professor of practice) entre 1990 y 2014. Actualmente es profesor del Instituto Universitario de Arquitectura del Véneto de Venecia. 
Muntadas ha recibido diversos premios y becas por parte de instituciones como la John Simon Guggenheim Memorial Foundation, la Rockefeller Foundation, el National Endowment for the Arts, el New York State Council on the Arts, Ars Electronica en Linz, Laser d’Or en Locarno, el Premi Nacional d’Arts Plàstiques concedido por la Generalidad de Cataluña y el Premio Nacional de Artes Plásticas 2005. Una de sus distinciones más recientes es el Premio Velázquez de Artes Plásticas 2009, otorgado por el Ministerio de Cultura español.

## Proyectos
- 1971. Los subsentidos
- 1971. Vacuflex
- 1971. Homenaje a Picasso
- 1971. Experiencia 4
- 1971. Formes al carrer
- 1971. Manipulables
- 1971. Piano táctil
- 1971. Columna de materiales
- 1971. Experiencia 1 A
- 1971. Experiencia 1 B
- 1971. Cámara subsensorial
- 1971. Escalera táctil
- 1971. Experiencia 2
- 1971. Espacio (Acción-Interacción)
- 1971. Acciones subsensoriales 1
- 1971. Mensaje Experiencia 3

- 1972. Experiencia 5 (comunicación táctil)
- 1972. Poema táctil
- 1972. Estructura táctil móvil
- 1972. Localización Bolsas
- 1972. West – Side
- 1972. Acción Bolsas (Wall Street)
- 1972. Sensorial Way
- 1972. Escala subsensorial
- 1972. Polución audiovisual
- 1972. Reconeixement d’un espai
- 1972. Mano -Pelota – Pared
- 1972. Eines Raumes
- 1972. Reconocimiento de un cuerpo
- 1972. Experincia Parcel Post
- 1972. Experiencia Sangría – Films - Slides
- 1972. Propuesta MORI’S FORM
- 1972. Acción TV
- 1972. Recognition of a Terrain
- 1972. Experiencia 7
- 1972. 2 pulsos / 2 latidos
- 1972. Mano derecha / Mano izquierda
- 1972.Transformaciones
- 1972. Huellas corporales
- 1972. Reconocimiento táctil de un cuerpo
- 1972. Actions
- 1972. La Vanguardia
- 1972. Tactile Recognition of a Body
- 1972. La piel y veinte materiales
- 1972. Mensaje

- 1973. Propuesta de INFORMACIÓ < D’ARTCONCEPT
- 1973. Acciones
- 1973. About 405 East
- 1973. 13 Street
- 1973. Proyecto: 4 elementos
- 1973. Tactile Box
- 1973. Serie de acciones nº3 (acciones liberadoras)
- 1973. Anuncios por palabras
- 1973. Concierto Sensorial / Concert Sensorial / Sensorial Concert
- 1973. Reflexões sobre a norte
- 1973. Arts Awareness II
- 1973. Presión
- 1973. ARTE<->LIFE

- 1973-1974. Mercados, Calles, Estaciones
- 1974. Celebration of the Senses
- 1974. TV / FEB 27 / 1 PM
- 1974. Confrontations
- 1974. Retratos a 11/1/74
- 1974. Mexico D.F.
- 1974. Five Senses
- 1974. About (2) “228.30.54”
- 1974. Smelling Areas
- 1974. Cadaqués – Canal Local
- 1974. Homenaje a Salvadro Allende
- 1974. Diario 10 – 22 diciembre
- 1974. ARTE<->LIFE
- 1974. Emisión / Recepción

- 1974. Confrontation
- 1974. Cadaqués, Canal local
- 1974. Diario 10 - 22 diciembre
- 1974. Arte D vida
- 1974. Smelling Areas
- 1975. Biography
- 1975. Espacio / Situación
- 1975. Transfer
- 1975. Emissió/Recepció
- 1975-1976. Acción / Situación: Hoy. Proyecto A Través De Latinoamérica
- 1975 -1980. Pamplona - Grazalema
- 1976. N / S / E / O
- 1976. Barcelona Distrito Uno
- 1976-2009. Retrat de Pep Suñol
- 1977. Bars
- 1977. Snowflake
- 1977. Liège 12/9/77
- 1978. On Subjectivity
- 1978. Yesterday / Today / Tomorrow
- 1978-1979. Two Landscapes
- 1978-… On Translatiorn: Sicherheitsvorschriften
- 1979. Between The Lines
- 1979. Dos Colores
- 1980. La Televisión
- 1980. Dialogos
- 1980. Personal / Public
- 1981. Rambla 24 H
- 1981. Picturephone
- 1981. Transmission MIT
- 1981. Media Eyes
- 1981. Watching the Press / Reading 1981. Television
- 1981. Wet and Dry
- 1982. Drastic Carpet
- 1982. Media Ecology Ads
- 1982-2006. Selling the Future
- 1982-2007. Media Sites / Media Monuments
- 1982-2010.The Close-Up Series1982-1992. Stadium
- 1983. Nord / Sud (Elne)
- 1983. post No Bills / Defense / d’Afficher / Prohibido fijar carteles
- 1983-1985. haute CULTURE I-II
- 1983-1993. Between the Frames: The Forum
- 1984. Credits
- 1984-2008. Political Advertisement
- 1985. Pintar es fácil
- 1985. This is Not an Advertisement
- 1985. Marco / Cadre / Frame
- 1985. Media Hostage S.S.S.
- 1985-1987. Exposición – Exhibition
- 1987. Cross-Cultura Television
- 1987. Slogans
- 1987. The Board Room
- 1987. Quarto do fundo
- 1987. Derrière les Mots
- 1987. TV Générique
- 1987-1988. Nature Mortes
- 1987. Génériques
- 1988. Monumento genéritdo
- 1988. ECU
- 1988. CEE / Heysel
- 1988. Passatges
- 1988. Situación 1988
- 1988. Warnings
- 1988-1989. STANDARTD / Específico – Spécifique – Specific
- 1989. Video is Television?

- 1989. Video is Television?
- 1989.TVE: Primer intento
- 1989. Mirroir / Fauteil / Fenêtre
- 1989. Souvenir de Mirabel
- 1989-1998. CEE Project
- 1989-2011. Stadium I-XV1989-1998.
- 1990. Home / House
- 1990. Stadia / Furniture / Audience
- 1990. Home, Where is Home?
- 1990. The Limousine Project
- 1991. Architektur / Räume / Gesten
- 1991. CEE Print
- 1991. Words: The Press Conference 1991. Room
- 1991. Doppio Senso: Spettato-Re 1991 1991. Osservato o Speculazione 1991. Voyeuristica
- 1991. Contexto
- 1991-2011. Ciudad Museo1991-2011. Ciudad Museo
- 1991. Architektur / Räume / Gesten.
- 1991. Words: The Press Conference Room.
- 1992-1995. Marseille: Mythes et Stéréotypes.
- 1994. The File Room.
- 1994. Portrait.
- 1995. Portraits.
- 1995. La siesta / The Nap / Dutje.
- 1995-2002. On Translation.
- 1998-2000. On Translation: The Audience.
- 1998-2002. On Translation: Comemorações Urbanas.
- 1999. ATENCIÓN: LA PERCEPCIÓN REQUIERE PARTICIPACIÓN.
- 1999-... . On Translation: Warning.
- 1999. On Translation: El Aplauso.
- 1999-2000. Meetings.
- 1999-2004. On Translation: Die Stadt.
- 1999-… On Translation: Warning
- 2000. On Translation: The Adapter
- 2000. On Translation: The Edition
- 2001. On Translation: Il telefonino
- 2001. “Un petit…”
- 2001. On Translation: The  Bookstore
- 2001. On Translation: The Message
- 2002. Estamos condenados al éxito
- 2002. On Translation: The Interview Sibila
- 2002. On Translation: L’Affiche
- 2002. On Translation: The Symbol
- 2003. Dealings
- 2003. Gestes
- 2003. Tout va Bien
- 2003-2006: On Translation: Die Sammlung
- 2004. Lo hecho en México
- 2004. On Translation: On View
- 2004. On Translation: Erinnerungsräume
- 2004. On Translation: La Alameda
- 2004. Space
- 2004. On Translation: TwoSpaces
- 2001. On Translation: The Bookstore.
- 2005. On Translation: I Giardini
- 2005. MD
- 2005. Melitón – Cadaqués
- 2005. On Translation: Listening
- 2005. On Translation: Fear / Miedo
- 2005. Gestes II
- 2005. On Translation: El tren urbano
- 2005. We are Fantastic
- 2005. On Translation: Social Network

- 2005. On Translation: The Internet Project (Automatique)

- 2006. Histoires du Couteau
- 2006. Stuttgart (for H.H.)
- 2006. On Translation: Die Schlage
- 2006. Bienvenido Mister Marshall
- 2006. Morgen Toiletten
- 2007. Cuide la pintura
- 2007. On Translation: Miedo / Jauf
- 2007. Projecte / Proyecto / Project
- 2007. Quejas
- 2008. Cercas.
- 2008: On Translation: Lloc
- 2008. The Construcion of Fear
- 2008. Situation #7 / #10 / #13 / #17 / #21 / #25 / #31
- 2008. Aqua…Quo Vadis?
- 2008. On Translation. Petit et Grand
- 2009. Himne dels Himnes
- 2009. Mirar / Ver / Percibir
- 2009. On Translation: Celebracions
- 2009. On Translation: Vuitton
- 2009. En tiempos de crisis
- 2010. Fear, Panic, Terror
- 2010. On Translation: Miedo I y II
- 2010. On Translation: Açik Radyo (Myths & Stereotypes)
- 2010. The New York Times Magazine / April 20. 1980
- 2011. Alphaville e outros
- 2011. About Academia
- 2011. On Translation: Stand by Moscow
- 2011. On Translation: Warning / ВНИМАНИЕ
- 2011. Situación 2011
- 2011-2012. Carteras sin ministro
- 2012. Salt & Sugar…No sugar, No salt
- 2012. Warum?
- 2012. Ordeal of Picasso's heirs. The New York Times Magazine. April 20th, 1980
- 2013. ¡DICHO Y HECHO!
- 2013. …quien la hace la paga…que cada uno aguante su vela…
- 2013. Aller/Retour. Citoyenneté et déplacements
- 2013. How Much?
- 2013. Maqueta para “monumento al whisky"
- 2013. On Translation: Go Round
- 2013. On Translation: Segurity
- 2013. On Translation: Warning
- 2013. Protocolli Veneziani I
- 2014. ...Baixa a bola!
- 2014. Asian Protocols: Cartographies
- 2014. Asian Protocols: Fragments
- 2014. Blackboard Dialog: Redefining 2014. Asian Protocols
- 2014. Good News!
- 2014. KJE?
- 2014. Nessuno come noi
- 2014. On Translation: Cimitero
- 2014. On Translation: FIFA
- 2014. On Translation: Pille, 2006-2014
- 2014. PARA QUEM?
- 2014. Public/Private Space [Seoul, Tokyo, Beijing]
- 2015. Dérive Veneziane
- 2015. Dérive Veneziane: The Edition
- 2015. Prohibido Prohibir

- 2016. Asian Protocols: [School]
- 2016. Textbooks
- 2016. In Girum Revisited
- 2016. On Translation: Abroad
- 2016. On Translation: Himnes
- 2017. Architektur / Räume / Gesten II
- 2017. Media Sites / Media Monuments: Roma
- 2017. On Translation: Strand
- 2017. Palabras, Palabras…
- 2017. Projectes / Propostes. Proyectos / Propuestas. Projects / Proposals
- 2017. Puntuacions
- 2017. Tale padre, tale figlia
- 2017. Media Sites / Media Monuments: Roma
- 2017. Finisterre
- 2017. Guadiana
- 2017. Veni, Vidi, Vici [proyecto especial para el homenaje, con Coralí Mercader
- 2017. In Girum Revisited
- 2017. La conferencia de prensa
- 2018. Asian Protocols: Arroz Conejo (camiseta)
- 2018. What are your concerns?
- 2018. On Translation: Fortune Cookie
- 2018. Finisterre: The Edition
- 2018. Guadiana: The Edition
- 2018. Asian Protocols: The Edition
- 2018. Complicado
- 2018. Complicado (puzzle)
- 2023. Ficciones reales (exposición colectiva)[4] y Metodología del proyecto[5] en BIENALSUR.

## Colecciones
- Archivio Storico Delle Arti Contemporanee. La Biennale Di Venezia
- Artium, Centro-Museo Vasco de Arte Contemporáneo. Vitoria
- Artotheque Grenoble
- Caisse Des Dépôts Et Consignations, Francia
- Canada National Gallery, Ottawa
- Centre D'Arts Plastiques Contemporain (CAPC), Museé Dárt Contemporain De Bordeaux
- Centre George Pompidou, París
- Centro Gallego de Arte Contemporáneo (CGAC), Santiago de Compostela
- Centro de Arte Contemporáneo Wifredo Lam, La Habana
- Colección ARTIUM. Centro -Museo Vasco de Arte Contemporáneo, Vitoria
- Colección Circa XX de Pilar Citoler, Zaragoza
- Collecio Diari Avui, Barcelona
- Collecio Tous/De Pedro, Barcelona
- Colección Gloria Kirby, Madrid
- Collection Tournereau-Bosser, París
- Comunidad De Madrid
- Consejo Nacional De La Cultura Y Las Artes Gobierno De Chile (CNCA)
- Deutsche Messe AG, Hannover
- Donell Public Library, New York
- Everson Museum Syracuse, New York
- Foundation Danae Pouilly, France
- France Fons Regional d’Art Contemporain (FRAC)
- Fundação Carmona E Costa, Lisboa
- Fundação de Serralves, Oporto
- Fundação EDP, Lisboa
- Fundação Vera Chaves Barcellos, Porto Alegre
- Fundació Josep Suñol, Barcelona
- Fundació la Caixa, Barcelona
- Fundación Marcelino Botín, Santander
- Gabriela Mistral Galería De Arte Contemporáneo (GGM), Santiago de Chile
- Galeria Civica D'Arte Moderna E Contemporanea (GAM), Torino
- Galerije Contemporary Art Zagreb, Yugoslavia
- Generalitat Valenciana IVAM
- Gobierno de España. Ministerio De Educación, Cultura y Deporte
- Guggenheim Museum, New York
- Museo de Arte Contemporáneo de Amberes (MHKA)
- Museo de Arte Contemporáneo de Castilla y León (MUSAC)
- Museo de Arte del Banco de la República, Colombia
- Museo Extremeño e Iberoamericano de Arte Contemporáneo (MEIAC), Badajoz
- Museo Nacional Centro de Arte Reina Sofía (MNCARS)
- Museu Art Contemporani de Barcelona (MACBA)
- Museu d'Art Jaume Morera, Lleida
- Museum of Modern Art (MoMA), New York
- Sudwest L.B. Stuttgart
- The Banff Centre Banff, Alberta
- Video/Film Study Center of the Donnel Film Library, New York
- Walker Art Center, Minneapolis